# Stories From a Rock 'n' Roll Heart
Stories from a Rock n Roll Heart è il quindicesimo album in studio della cantautrice americana Lucinda Williams. È stato pubblicato il 30 giugno 2023 dalla Highway 20 Records con distribuzione da Thirty Tigers.
L'album è stato annunciato il 4 aprile 2023, contemporaneamente all'uscita del suo primo singolo New York Comeback, con Bruce Springsteen alla voce di supporto. Il secondo singolo, Stolen Moments, è stato pubblicato il 21 aprile 2023. Un terzo singolo, Where the Song Will Find Me, è stato pubblicato il 26 maggio 2023.

## Tracce
1. Let's Get the Band Back Together – 4:42 (Lucinda Williams, Jesse Malin, Tom Overby)
2. New York Comeback – 4:14 (Williams, Malin, Overby)
3. Last Call for the Truth – 5:24 (Williams, Overby, Travis Stephens)
4. Jukebox – 4:35 (Williams, Malin, Overby, Stephens)
5. Stolen Moments – 4:48 (Williams, Overby)
6. Rock n Roll Heart – 3:48 (Williams, Overby, Stephens)
7. This Is Not My Town – 5:32 (Williams, Overby, Stephens)
8. Hum's Liquor – 4:07 (Williams, Overby, Stephens)
9. Where the Song Will Find Me – 6:34 (Williams, Overby, Stephens)
10. Never Gonna Fade Away – 5:23 (Williams, Overby)